# Kafr El-Zayat
Kafr El-Zayat, (arabe : كفر الزيات) est une ville de Haute-Égypte, c'est une ville du gouvernorat de Gharbeya avec une population d'environ 85 900 habitants en 2023.